# Reichertshausen (Neudenau)
Reichertshausen ist ein Weiler innerhalb der Gemeinde Neudenau im Landkreis Heilbronn. Bis 1975 hat er noch zur selbständigen Gemeinde Siglingen gehört.

## Geographie

### Geographische Lage
Reichertshausen liegt zwei Kilometer nördlich von Siglingen und 5 Kilometer nordöstlich von Neudenau. Auf etwa 270 m ü. NN liegt es ostwärts unmittelbar über der oberen Talkante des Sulzbaches.

### Verkehr
Reichertshausen liegt an der Kreisstraße 2137 von Siglingen nach Bittelbronn. Der nächste Bahnhof ist in Siglingen an der Frankenbahn. Mit dem Bus besteht über die Regionalbuslinie 618 viermal täglich Anschluss nach Möckmühl, Roigheim und Billigheim.

## Ortsleben
Reichertshausen besitzt eine Freiwillige Feuerwehr und einen Landfrauenverein.